# گوشه‌نشینان آلتونا (فیلم)
گوشه‌نشینان آلتونا فیلم درام ایتالیایی - فرانسوی به کارگردانی ویتوریو دسیکا است. این فیلم براساس نمایشنامه‌ای به همین نام توسط ژان پل سارتر است.

## خلاصه داستان
این یک فیلم سیاه از یک خانواده جنایتکار جنگی نازی است، به ویژه پسر خانواده که خودش را در اتاقش زندانی کرده‌است به خاطر زندانیانی که در طی خدمت در روسیه کشته است و تصور می‌کند همه
آلمانها به اندازه او گناهکار هستند.